# Marina Kupcova
Marina Kupcova (Moskva, 22. prosinca 1982.) je ruska atletičarka. 
Natječe se u disciplini skok u vis. Bivša je svjetska juniorska prvakinja u toj disciplini (Annecy 1998.) Osobni rekord joj je 202 cm, koje je prvi put preskočila u lipnju 2003. godine. Najveći uspjeh ostvarila je osvajanjem srebrnog odličja na svjetskom prvenstvu u Parizu 2003. godine.